# Roy Bryant
Roy Bryant est l'un des deux meurtriers d'Emmett Till, un adolescent de Chicago (Illinois), en août 1955 dans le Mississippi Delta, aux États-Unis.
Jugé pour le meurtre, avec son demi-frère, J.W. Milam, il fut acquitté. Plus tard, après le procès, les deux meurtriers avouèrent avoir tué le garçon alors âgé de 14 ans.
Ce fut l'un des événements ayant entraîné le renouveau du Mouvement des droits civiques.

## Biographie

### Enfance et famille
Roy Bryant est né le 24 janvier 1931 à Charleston, comté de Tallahatchie, Mississippi, États-Unis. Son père est Henry Ezra Bryant et sa mère est Eula Morgan Bryant.
Il a une sœur, Mary Louise Bryant Campbell, un frère, Doris Bryant, et un demi-frère, J.W. Milam.

### Carrière
Roy Bryant est un ancien soldat. Au moment du meurtre de Emmett Till, il était copropriétaire du Bryant's Grocery & Meat Market à Money, Mississippi.

### Vie privée
Roy Bryant épouse Carolyn Bryant Donham, sa première femme. Le couple a deux fils dont Frank Lee Bryant. Ils divorcent après le meurtre d'Emmet Till.
Plus tard, Roy Bryant épouse son ancienne petite amie de longue date Vera Jo Orman Bryant. Le couple reste ensemble jusqu'à la mort de Roy d'un cancer. Vera Jo Orman Bryant meurt le 2 mai 2012 à 79 ans.
Roy Bryant meurt le 1er septembre 1994, à 63 ans. Il est enterré au « cimetière Lehrton » à Ruleville, comté de Sunflower, dans le Mississippi,.
Ses enfants, médiatisés lors du procès du meurtre d'Emmett Till, sont : Lamar Bryant et Roy Bryant Jr.,.

## Affaire Emmett Till

### Le meurtre
Le 28 août 1955 à 2h30 environ, Roy Bryant et son demi-frère, J.W. Milam, enlevèrent Emmett Till de la maison de son oncle,. Il fut conduit loin dans un hangar d'une plantation dans le comté voisin de Sunflower où ils le battirent brutalement jusqu'à ce qu'il soit méconnaissable : un œil sorti de son orbite. Ils le tuèrent d'un coup de pistolet (calibre .45). Ils lui attachèrent un poids autour du cou avec du fil barbelé pour lester son corps, qui fut jeté dans le fleuve de Tallahatchie près de Glendora, une autre petite ville du comté. Un témoin entendit les cris perçants d'Emmett Till pendant des heures jusqu'à ce que les deux hommes aient finalement mis fin à sa vie.

### L'enquête
Bien que d'autres aient été d'abord soupçonnés, les frères furent arrêtés le 29 août.
Ils admettent d'abord avoir enlevé le garçon de chez son grand-oncle mais indiquèrent l'avoir relâché la nuit même. La nouvelle de la disparition d'Emmett Till se répandit et les représentants de la National Association for the Advancement of Colored People (NAACP) Medgar Evers et Amzie Moore se déguisèrent en récolteuses de coton pour entrer dans les champs à la recherche d'informations qui aideraient à trouver le jeune homme.
Après avoir rassemblé les informations obtenues grâce aux histoires que lui racontaient les travailleurs, Amzie Moore découvrit que "plus de deux mille familles" avaient été lynchées et assassinées au cours des années, puis leurs corps jetés dans les marais du delta et les bayous, donc beaucoup plus que l'estimation "officielle" de "cinq cents" corps.
Certains ont cru que les parents de Till le cachaient pour sa sécurité ou qu'il avait été envoyé en lieu sûr à Chicago. Mais des témoins indiquèrent au shérif que Mme Bryant avait identifié Emmett Till comme "celui" qui l'avait importunée.
Bryant et Milam affirmèrent qu'ils avaient découvert plus tard que Till n'était pas "celui" qui avait prétendument insulté Carolyn et jurèrent au shérif qu'ils l'avaient libéré.
Après qu'un aide mortuaire de Tutwiler eut travaillé toute la nuit pour préparer le corps au mieux, Mamie Till rapporta le corps de son fils à Chicago.
Les représentants des pompes funèbres de Chicago affirmèrent avoir signé un accord afin que le cercueil soit cloué et reste fermé. Quand la mère de Till demanda à ce qu'il soit ouvert pour qu'elle puisse voir son fils, l'entrepreneur de pompes funèbres refusa sous ce prétexte. Mrs. Till exigea que le cercueil soit ouvert. Elle laissa le cercueil ouvert durant l'enterrement afin que les personnes présentes voient comment Emmett avait été défiguré. Les photographies du cadavre mutilé circulèrent dans le pays en provoquant une intense réaction du public. Certains rapports indiquent que 50 000 personnes virent le corps.
Emmett Till fut enterré le 6 septembre dans le cimetière de Burr Oak à Alsip, dans l'Illinois. Le même jour, Bryant et Milam furent accusés au Mississippi par un grand jury.
Une enquête sans précédent incluant la coopération entre la police locale, le NAACP et les journalistes locaux fut réalisée rapidement. Le 19 septembre, le procès commença. Le 23 septembre le jury, composé de 12 hommes blancs, acquitta les accusés. Les délibérations durèrent seulement 67 minutes. Un juré affirma qu'ils avaient même dû prendre une "pause boisson" pour étirer le temps au-delà d'une heure. Cet acquittement précipité fit un tollé aux États-Unis et en Europe, tant et si bien qu'il influença l'essor du mouvement des droits civiques américains.
Ne semblant pas vouloir trouver un coupable, Clarence Strider, le sheriff du Mississippi qui mena en grande partie l'enquête, deviendra le symbole de l'intransigeance sudiste dans cette affaire.

### L'aveu
Dans un article paru en 1956 dans le magazine Look pour lequel J.W. Milam et son demi-frère ont été payés, ils admettront avoir tué Emmett sans craindre de poursuites grâce à la Double jeopardy law, loi qui empêche un accusé d'être jugé deux fois pour le même crime. Milam indiqua qu'au début, leur intention était d'effrayer Till en le frappant avec le pistolet puis de menacer de le jeter d'une falaise. Il affirma qu'indépendamment de ce qu'ils lui avaient fait subir, Emmett n'avait jamais montré de peur, comme s'il croyait que les deux hommes ne le tueraient jamais vraiment, et qu'il avait une attitude complètement distante, insolente et provocante envers eux et au sujet de ses actions. Ainsi, les frères se sont sentis obligés de faire un exemple avec le jeune garçon. Un an après, le même magazine rapporta que Milam et Bryant avaient dès lors été évités par leur communauté et que leur magasin avait dû fermer.
« Que pouvions-nous faire d'autre ? Il était sans espoir. Je ne suis pas une brute, je n'ai jamais fait de mal à un nègre de ma vie. J'aime les nègres, je sais comment les travailler. (...) Je suis resté là dans ce hangar et j'ai écouté ce nègre me lancer son fiel, et j'ai pris ma décision. 'Chicago boy', j'ai dit, 'J'en ai marre qu'ils envoient des gens comme vous ici pour créer des problèmes. Bon sang, je vais faire de toi un exemple, pour que tout le monde sache comment ça se passe ici pour moi et les miens. » J. W. Milam, Les confession du tueur, dans le magazine Look, en 1956
Milam est mort du cancer en 1980 et Bryant du cancer en 1994. Mamie Till Mobley leur a survécu, mourant à l'âge de 81 ans le 6 janvier 2003, l'année de la parution de son autobiographie.
La mort du jeune homme, le procès et l'acquittement des prévenus dénoncés par les médias nationaux auront un effet sur les droits civiques, que personne n'aurait pu imaginer. C'est devenu un facteur principal qui annonça le lancement du mouvement moderne de droits civiques aux États-Unis d'Amérique.